# Roberto Iannuzzi
Roberto Iannuzzi (Santos, 6 de abril de 1966) é um paleontólogo e paleobotânico brasileiro. Formado em Biologia, professor da Universidade Federal do Rio Grande do Sul (UFRGS) e especialista em flora do Carbonífero e evolução paleoflorística.

## Vida pessoal e carreira
Nascido em Santos, Roberto iniciou seus estudos em Biologia na Universidade de São Paulo, graduando-se em 1990. Iniciou seus estudos de pós-graduação em 1991, no Instituto de Geociências da Universidade de São Paulo, sob orientação do professor Oscar Rösler, com a dissertação Reavaliação da Flora Carbonífera da Formação Poti, Bacia do Parnaíba.
Em 1994, ingressou no doutorado, na UFRGS, com a tese A Flora Carbonífera da Formação Siripaca, Península de Copacabana, Altiplano Boliviano, Bolívia e sua importância na evolução paleoflorística da América do Sul, ingressando como professor-adjunto da mesma instituição no ano seguinte, onde é o atual diretor do Instituto de Geociências da UFRGS. Fez pós-doutorado na Universidade de Pensilvânia em 2004.
Foi presidente da Sociedade Brasileira de Paleontologia em dois mandatos, de 2009 a 2011 e de 2011 a 2013. Leciona nos níveis de graduação e pós-graduação. Consultor da Fundação de Apoio à Pesquisa Científica e Tecnológica do Estado de Santa Catarina (FAPESC). Possui 79 artigos publicados em periódicos nacionais e internacionais, com vários trabalhos publicados em congressos e simpósios.
Seu trabalho na UFRGS vem reconstruído a evolução paleoflorística da América do Sul. Os fitofósseis indicam não apenas o tipo de vegetação existente nestes paleoambientes, mas também indicam o clima existente na mesma época. Locais como o Monumento Natural das Árvores Fossilizadas do Tocantins, a maior floresta petrificada do Permiano no mundo, trazem informações valiosas sobre paleoclimas. 
Trabalhando em parceria com o Instituto de Geociências da Universidade de São Paulo e com o Instituto de Paleociências Birbal Sahni, na Índia, o professor Roberto tem conseguido traçar a evolução da Flora de Glossopteris para a Bacia do Paraná. No paleocontinente do Gondwana, América do Sul, Índia, África, Antártica, Austrália e Índia tinham suas extensões de terras unidas. Nos dias atuais, compartilham fósseis em diversos estágios estratigráficos, comprovando sua prévia junção no final do período Permiano. O estudo dos fitofósseis da referida bacia mostram uma evolução dos gêneros foliares da Flora de Glossopteris, sugerindo mudanças climáticas intensas desde o final do Carbonífero até o fim do Permiano. 
O professor reitera também a importância da paleontologia nacional e de como é necessário conhecer seu patrimônio para impedir a evasão de fósseis para o exterior, prática ainda comum no Brasil com o tráfico de fósseis. 

### Linhas de pesquisa
- Floras Paleozóicas da América do Sul
- Paleofitogeografia
- Fitoestratigrafia
- Paleofitoecologia
- Tafonomia Vegetal